# Healdsburg (Kalifornia)
Healdsburg város az Amerikai Egyesült Államok Kalifornia államában, Sonoma megyében. Lakosainak száma 11 340 fő (2020. április 1.).

## Népesség
A település népességének változása:

| 2010 | 11 254 |
| 2020 | 11 340 |